# Wandella waldockae
Espèce
Wandella waldockae est une espèce d'araignées aranéomorphes de la famille des Filistatidae.

## Distribution
Cette espèce est endémique d'Australie-Occidentale. Elle se rencontre dans le North West Cape et le Pilbara,.

## Description
Le mâle holotype mesure 2,3 mm.
La femelle décrite par Magalhaes en 2016 mesure 3,90 mm.

## Étymologie
Cette espèce est nommée en l'honneur de Julianne Waldock.

## Publication originale
- Gray, 1994 : A review of the filistatid spiders (Araneae: Filistatidae) of Australia. Records of the Australian Museum, vol. 46, no 1, p. 39-61 (texte intégral).